# Заболотовка (Тернопольская область)
Заболотовка (укр. Заболотівка) — село в Нагорянской сельской общине Чортковского района Тернопольской области Украины.
Население по переписи 2001 года составляло 687 человек. Почтовый индекс — 48573. Телефонный код — 3552.